# Metiprilone
Il metiprilone è un composto chimico di formula {\displaystyle {\ce {C10H17NO2}}} che in condizioni standard si presenta come un solido cristallino, di colore biancastro, dal lieve odore caratteristico e un gusto amaro.

## Storia
Il metiprilone è un farmaco a piccola molecola che ha raggiunto la fase IV nei trial clinici ed è stato approvato per la prima volta nel 1982, ma è stato ritirato dal commercio in Canada nel settembre 1990.

## Caratteristiche strutturali e fisiche
Il metiprilone è un composto organico derivato dal piperidinedione, strutturalmente simile all'acido barbiturico. Il composto risulta solubile in benzene e cloroformio, molto solubile in etere e solventi organici (es. alcoli).
| Caratteristiche strutturali          | Caratteristiche strutturali |
| ------------------------------------ | --------------------------- |
| N. di atomi pesanti                  | 13                          |
| N. di donatori di legami a idrogeno  | 1                           |
| N. di accettori di legami a idrogeno | 2                           |
| N. di atomi stereogenici             | 1                           |
| N. di legami ruotabili               | 2                           |
| Caratteristiche fisiche              |                             |
| Massa monoisotopica                  | 183,125928785 Da            |
| Superficie polare                    | 46,2 Å²                     |

## Sintesi
Il 3,3-dietil-2,4(1H,3H)-piridinodione viene idrossilato in posizione 5 mediante trattamento con formaldeide in presenza di un catalizzatore alcalino. Il derivato risultante è poi sottoposto a idrogenazione catalitica, durante la quale l’anello viene saturato e il gruppo idrossi metilico viene deossigenato.

## Reattività
Il composto è sensibile alla luce.

### Spettri analitici
- GC-MS[15]
- MS-MS[16][17]
- LC-MS[15]
- UV[6]
- IR[6]
- FTIR[18]
- ATR-IR[19]
- Raman[20]

| Standard apolare      | 1548, 1497, 1488, 1489, 1505, 1525, 1550, 1511.8, 1493, 1529, 150, 1520, 1500 |
| Semi-standard apolare | 1552, 1543.9, 1547                                                            |

## Farmacologia e tossicologia

### Farmacocinetica
L’assorbimento gastrointestinale è rapido, con la massima concentrazione nel sangue raggiunta entro 1-2 ore dall’ingestione. Non si accumula selettivamente nei sistemi organici. I reni eliminano solo circa il 3% del farmaco immodificato nelle urine. La biotrasformazione avviene tramite ossidazione e successiva coniugazione, ma il sito esatto della trasformazione non è chiaro.
Circa il 20% del composto metabolizzato viene eliminato nelle feci attraverso la circolazione enteroepatica. L’emivita di eliminazione di una dose terapeutica è di 3-6 ore, ma in caso di sovradosaggio l’emivita si prolunga significativamente. La presenza di un metabolita attivo è sconosciuta. L’emivita plasmatica è compresa tra 6 e 16 ore.

### Farmacodinamica
Deprime il sistema nervoso centrale (SNC) e l'attività dei tessuti muscolari, del cuore e del sistema respiratorio. Il composto stimola il sistema enzimatico microsomiale epatico e la delta-ALA sintetasi. Di solito induce il sonno entro 45 minuti e garantisce un riposo di 5-8 ore. Una dose da 300 mg sopprime il sonno REM tanto quanto una dose da 100 mg di pentobarbital.

### Effetti del composto e usi clinici
Si tratta di un composto psicoattivo che veniva utilizzato per il trattamento dell'insonnia, ma oggi è raramente impiegato poiché è stato sostituito da farmaci più recenti con meno effetti collaterali, come le benzodiazepine. Veniva utilizzato nella gestione dell'insonnia di varia eziologia in pazienti con insonnia semplice o nervosa.

### Controindicazioni ed effetti collaterali
È necessaria cautela nell’uso di questo farmaco in presenza di insufficienza epatica o renale grave, anche se l’accumulo non è ben documentato. Gli effetti collaterali sono solitamente poco frequenti e lievi. Sono stati segnalati rari casi di sonnolenza mattutina, vertigini ed esofagite. Occasionalmente si verifica un'eccitazione idiosincratica. Può causare dipendenza. La sindrome da astinenza è simile a quella dei barbiturici e include insonnia, confusione, allucinazioni e convulsioni.

### Tossicologia
Studi condotti su animali (ratti e conigli) con dosi fino a circa 9 volte la dose massima raccomandata per l’uomo non hanno mostrato effetti teratogeni sul feto.

### Interazioni
L’alcol potenzia l’effetto del composto.